# الطاقة المتجددة في فلسطين

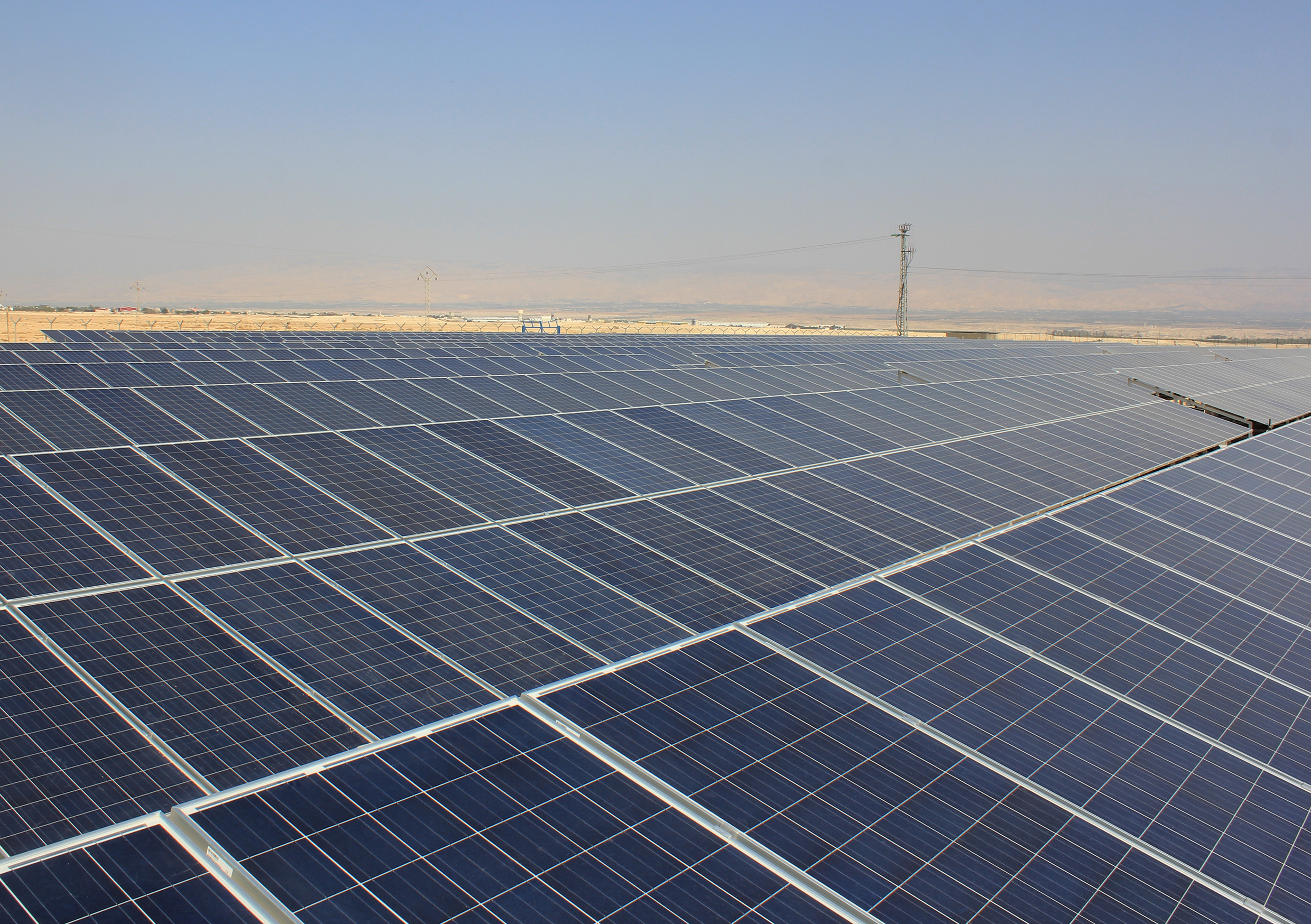
محطة البحر الميت لتوليد الطاقة الكهروضوئية في أريحا

الطاقة المتجددة في فلسطين صغيرة، لكنها  تعتبر مكوناً مهماً في مزيج الطاقة الوطني، حيث تمثل 1.4٪ من الطاقة المنتجة في عام 2012. لدى فلسطين أعلى معدل تسخين المياه بالطاقة الشمسية في بعض المناطق، وهناك عدد من مشاريع الطاقة الشمسية. وأيضاًهنالك العديد من المُشكلات التي تواجه تطوير الطاقة المتجددة؛ ، منها : فقر البنية التحتية الوطنية والإطار التنظيمي المحدود لاتفاقيات أوسلو؛ كلاهما عائق أمام الاستثمار.

## الطاقة الشمسية

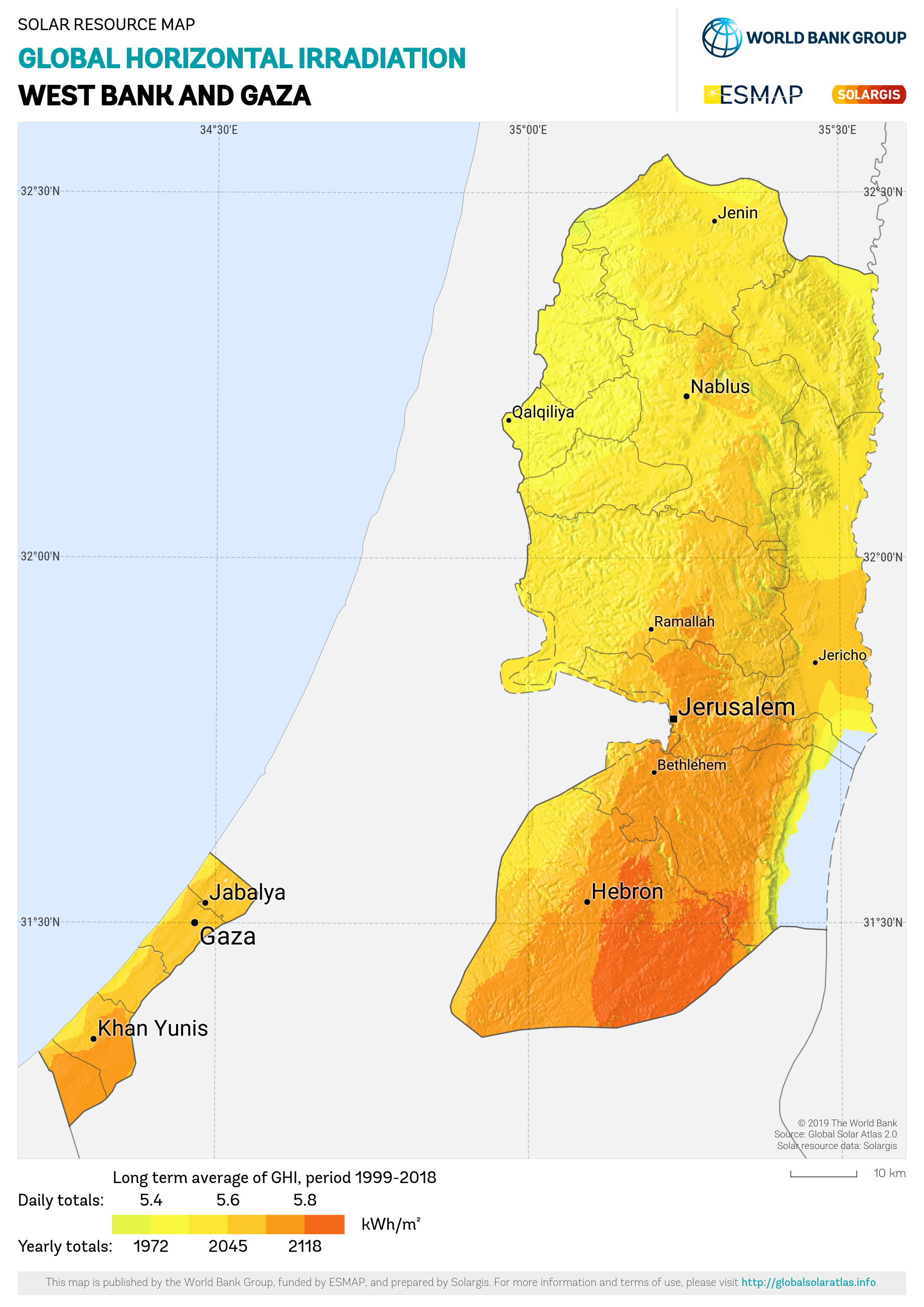
الإشعاع الشمسي في فلسطين

تم تقدير أن مصادر الطاقة الشمسية لديها القدرة على تمثيل 13٪ من استخدام الطاقة في الأراضي الفلسطينية. أكثر من نصف الأسر في فلسطين تستخدم سخانات الطاقة الشمسية، رغم أن 3٪ فقط من المنازل تعتمد عليها كمصدر رئيسي لها. تم تشغيل مصنع للطاقة الكهروضوئية بقدرة 710 كيلو وات في سبتمبر 2014 بالقرب من أريحا؛ كما إنه أكبر مصنع في فلسطين حتى الآن. أشارت دراسة إلى أنه رغم النسبة العالية جدًا من المنازل الفلسطينية الموصولة بالشبكة المركزية، إلا إن تزويد القرى النائية بالطاقة بأنظمة كهروضوئية صغيرة الحجم؛ سيكون أكثر جدوى اقتصادياً من توسيع الشبكة.
صادرت السلطات الإسرائيلية نظام كهربائي هجين يعمل بالطاقة الشمسية والديزل من قرية جبة الديب الفلسطينية في يوليو / تموز 2017. تم تمويل النظام من قبل الحكومة الهولندية؛ وتم تنصيبه من قبل منظمة إسرائيلية فلسطينية مشتركة كوميَت مي، مما دفع وزارة الشئون الخارجية الهولندية إلى تقديم شكوى. منسق الأنشطة الحكومية في المناطق أخبر الصحافيين؛ بأن الألواح الشمسية أُقيمت "بدون التصاريح اللازمة، وأن أوامر إيقاف العمل قد أرسلت سابقًا إلى سلطات القرية"، ورغم أن تقرير صحيفة هآرتس أشار إلى أن أوامر المصادرة تم تسليمها فقط أثناء المداهمة، بمعني أنه لم تكن هناك فرصة للاعتراض عليهم في المحكمة. سكان القرية، الواقعة في المنطقة C بين عدد من المستوطنات الإسرائيلية، كانوا يحاولون تنفيذ والحصول على الموافقة لمشاريع الطاقة الشمسية منذ عام 2009.

## طاقة الرياح
تم التقدير أن طاقة الرياح لديها القدرة على تمثيل 6.6 ٪ من استخدام الطاقة في الأراضي الفلسطينية.

## الكتلة الحيوية
حوالي نصف السكان الفلسطينيين- بخاصةً في المناطق الريفية ومخيمات اللاجئين والبدو المحافظات الشمالية والجنوبية- يتعرضون يوميًا لانبعاثات ضارة ومخاطر صحية أخرى من حرق الكتلة الحيوية؛ الذي يحدث عادة في أفران تقليدية دون تهوية كافية. غالبية الأفراد المعرضين لتركيزات زائدة من الملوثات هم من النساء والأطفال الصغار.

## السياسة القومية
أعلنت هيئة الطاقة الفلسطينية(PEA) عن "إستراتيجية عامة للطاقة المتجددة" في عام 2012، بهدف توفير 10٪ من إجمالي إنتاج الطاقة المحلية و 5٪ من إجمالي استهلاك الطاقة؛ لتأتي من مصادر متجددة بحلول عام 2020.

## العوائق
هناك عدد من العوائق؛ التي تحول دون تطوير موارد الطاقة المتجددة في فلسطين، بما في ذلك القضايا التنظيمية الناجمة عن الاحتلال الإسرائيلي، وهذا يعني أن الحكومة لم تكن قادرة على تحقيق هدفها البالغ 25 ميغاواط بحلول 2015. ومع ذلك، فإن الطاقة المتجددة لديها إمكانات كبيرة؛ لتقليل الاعتماد على الطاقة المستوردة ومعالجة عدد من القضايا الاجتماعية.